# 2012-es Brisbane International
A 2012-es Brisbane International tenisztornát az Ausztráliában található Brisbane-ben rendezték meg 2012. január 1. és 8. között. A férfiak számára 2012-ben ATP World Tour 250 Series, a nők számára Premier kategóriába tartozott a verseny, amelynek a 4. kiadására került sor. A mérkőzéseket kemény pályákon játszották.

## Döntők

### Férfi egyes
Andy Murray –  Olekszandr Dolhopolov 6–1, 6–3

### Női egyes
Kaia Kanepi –  Daniela Hantuchová 6–2, 6–1

### Férfi páros
Makszim Mirni /  Daniel Nestor –  Jürgen Melzer /  Philipp Petzschner 6–1, 6–2

### Női páros
Nuria Llagostera Vives /  Arantxa Parra Santonja –  Raquel Kops-Jones /  Abigail Spears 7–6(2), 7–6(2)

## Világranglistapontok
| Eredmény           | Férfi egyes | Férfi páros | Női egyes | Női páros |
| ------------------ | ----------- | ----------- | --------- | --------- |
| Győzelem           | 250         | 250         | 470       | 470       |
| Döntő              | 150         | 150         | 320       | 320       |
| Elődöntő           | 90          | 90          | 200       | 200       |
| Negyeddöntő        | 45          | 45          | 120       | 120       |
| 16 között          | 20          | 0           | 60        | 1         |
| 32 között          | 0           | –           | 1         | –         |
| Főtáblára jutás    | 12          | –           | 20        | –         |
| Selejtező (döntő)  | 6           | –           | 12        | –         |
| Selejtező (2. kör) | 0           | –           | 8         | –         |
| Selejtező (1. kör) | 0           | –           | 1         | –         |

## Pénzdíjazás
A torna összdíjazása a férfiaknál 486 000 amerikai dollár volt, az egyéni bajnok 74 370, a győztes páros együttesen 23 800 dollárt kapott. A nőknél 655 000 dollár volt az összdíjazás, az egyéni győztes 111 000, a győztes páros együttesen 34 000 dollárban részesült.
| Eredmény           | Férfi egyes | Férfi páros | Női egyes | Női páros |
| ------------------ | ----------- | ----------- | --------- | --------- |
| Győzelem           | 74 370 $    | 23 800 $    | 111 000 $ | 34 000 $  |
| Döntő              | 39 165 $    | 12 520 $    | 57 800 $  | 18 000 $  |
| Elődöntő           | 21 215 $    | 6780 $      | 31 000 $  | 9750 $    |
| Negyeddöntő        | 12 090 $    | 3890 $      | 16 000 $  | 5000 $    |
| 16 között          | 7120 $      | 2270 $      | 8800 $    | 2700 $    |
| 32 között          | 4220 $      | –           | 4700 $    | –         |
| Selejtező (döntő)  | 720 $       | –           | 2650 $    | –         |
| Selejtező (2. kör) | 345 $       | –           | 1400 $    | –         |
| Selejtező (1. kör) | 0 $         | –           | 750 $     | –         |